# Selected Areas
Die Selected Areas (wörtlich ausgewählte Bereiche / Gebiete) sind systematisch angelegte Eichfelder der Astronomie für Zwecke der galaktischen Stellarstatistik. Sie gehen auf einen Vorschlag von Jacobus Kapteyn (Universität Groningen) zurück und wurden ab etwa 1910 schrittweise von mehreren großen Sternwarten etabliert. Das auch als Kapteynsche Eichfelder bezeichnete Großprojekt enthält
- 206 regelmäßig und symmetrisch zum galaktischen Äquator verteilte Sternfelder im Ausmaß von 1,25° × 1,25°
- zusätzlich 46 Felder in besonderen Gebieten der Milchstraße.

In ihnen wurden alle erreichbaren Sterne gezählt und nach ihren physikalischen und kinematischen Eigenschaften untersucht. Sie gelten als repräsentative Stichproben für den gesamten Himmel.
Die Selected Area Nr. 1 entspricht der Nordpolarfolge, Nr. 26 dem Sternhaufen der Plejaden.

## Sternwarten und Ergebnisse
Zu den beteiligten Sternwarten gehörten vor allem das Harvard- und das Mount-Wilson-Observatorium, in Deutschland auch Hamburg-Bergedorf und Astrophysikalisches Institut Potsdam.
In der repräsentativen Durchmusterung wurden rund 250.000 Sterne erfasst – mit Sternörtern, Eigenbewegungen, Parallaxen, Spektralklassen und vor allem Helligkeiten. Die Fotometrie der Observatorien Harvard und Mt. Wilson erreichte Grenzhelligkeiten von 16 bzw. sogar 18 mag. Die Daten wurden zwischen 1918 und 1924 publiziert.
Abschließende Ergebnisse dieses Programms, insbesondere über die Struktur der Milchstraße und der Lage der Sonne darin, wurden erst von Kapteyns Nachfolger Pieter Johannes van Rhijn und dessen Schüler Jan Hendrik Oort und anderen erreicht.:366,374